# Eldon (Iowa)
Pour les articles homonymes, voir Eldon.
Eldon est une ville, du comté de Wapello, en Iowa, aux États-Unis. Elle est fondée en 1870 et incorporée le 22 décembre 1881.
C'est à Eldon que se trouve le chalet qui a inspiré Grant Wood pour son tableau American Gothic.

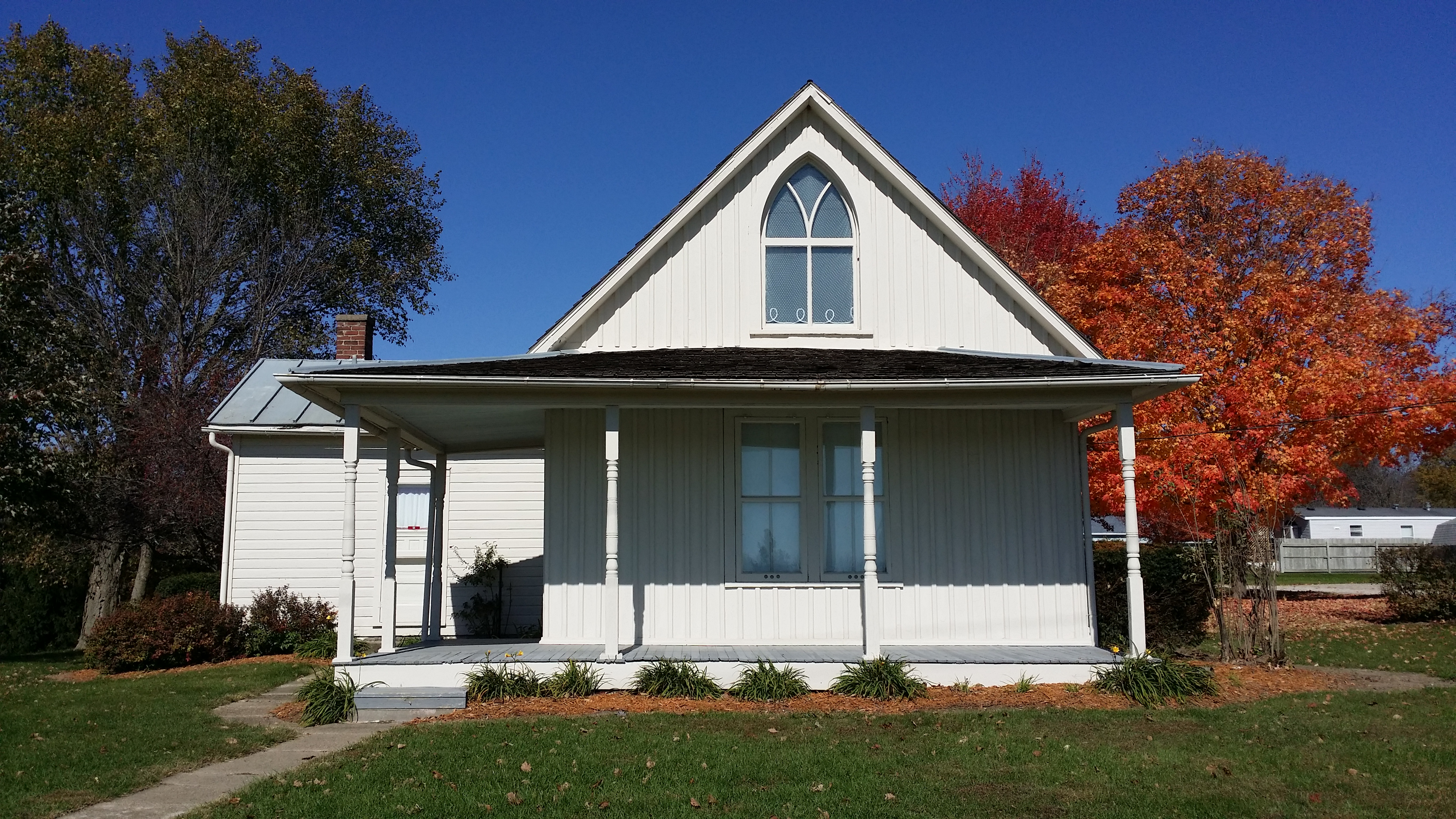
La maison ayant inspiré le tableau

## Source de la traduction
- (en) Cet article est partiellement ou en totalité issu de l’article de Wikipédia en anglais intitulé « Eldon, Iowa » (voir la liste des auteurs).